# Кумарка
Кумарката, известна още като арбутус (Arbutus unedo) и ягодово дърво, е екзотичен нискорастящ храст, който с годините придобива формата на дърво.

## Характеристики
Достига височина от 4 до 6 м. Цъфти и дава плодове от октомври до март. Интересни са яркооранжевите му плодове, които са с големина около 2 – 3 см и приличат на ягоди, откъдето идва и народното наименование на растението – „ягодово дърво“. Има увиснали цветове, които са двуполови. Опрашва се от пчелите. Листата на растението са тъмни. В България е рядко срещано. Плодовете на арбутуса са ядливи и с приятен вкус. Приликата с ягодите, обаче, не се отнася за вкуса. Макар че не може да се мери с тропическите плодове, плодовете на арбутуса имат приятен аромат.

## Разпространение
Расте най-добре в хранително-богати и добре отцедливи, но също така добре понася и тежки глинести почви. Повечето видове от този род
изискват неваровита почва, но този е толерантен в това отношение. Среща се в естествен вид в Ирландия, Южна Швейцария, Тирол, в испанската Сиерра-Морене, и Мала Азия, Средиземноморието.
На територията на България се среща в Странджа планина, като един от редките видове, които придават неповторимия чар на природата там, която дори в най-суровото време изглежда свежа и зелена.
Предпочита светли, полусенчести изложения, защитени от вятър. Най-добре вирее на слънце.

## Приложение
Използва се в козметиката, в хранителната индустрия – консумация на пресни плодове, за конфитюри и консерви.